# Sen Shōan
Sen Shōan est un nom japonais traditionnel ; le nom de famille (ou le nom d'école), Sen, précède donc le prénom (ou le nom d'artiste).
Sen Shōan (千少庵) (1546 – 10 octobre 1614) est un maître de thé japonais faisant partie de la seconde génération de l'école de la cérémonie de thé de la famille Sen fondée par son père adoptif Sen no Rikyū. Son père biologique est Miyaō Saburō, résident de Sakai et maître du tambour japonais (tsutsumi). Plusieurs preuves historiques indiquent que Miyaō Saburō est probablement mort vers 1553. La mère de Shōan était appelée Sōon. Elle se remaria avec Sen no Rikyū. Shōan est adopté par la famille Sen et devient le fils adoptif de Rikyū lorsqu'il se marie avec sa fille Okame. Le premier fils né de cette union est Sen Sōtan, la troisième génération de la famille Sen.
Shōan avait le même âge que le fils aîné de Rikyū, Sen Dōan, mais son habileté dans la cérémonie de thé était beaucoup plus réputée que celle de Dōan. Rikyū abandonne la résidence des Sen à Sakai pour laisser la place à Dōan, et installe Shōan et sa famille dans une résidence de Kyoto. L'année exacte de ce déménagement est inconnue mais elle représente l'origine de la famille Sen à Kyoto (la Kyō-Senke), qui évoluera pour devenir la san-Senke (lit.« trois maison/familles Sen » ). 
Après le suicide rituel (seppuku) de Rikyū sur ordre de Toyotomi Hideyoshi, la résidence familiale de Kyoto où Shōan et sa famille vivent est confisquée. Shōan se rend à Aizuwakamatsu (aujourd'hui dans la préfecture de Fukushima) où il s'installe grâce à la protection du daimyo Gamō Ujisato. Plusieurs années plus tard, Hideyoshi pardonne la famille Sen et redonne la résidence de Kyoto. Sen Dōan de Sakai est également pardonné et autorisé à rétablir la résidence de la famille Sen à Sakai, mais cette lignée s'éteindra car Dōan n'aura pas de successeur. Lorsque la résidence de Kyoto est rétablie, Hideyoshi et Shōan décide que Sōtan, descendant biologique de Rikyū qui vivait en tant que jeune prêtre bouddhiste au Daitoku-ji durant la période de déchéance familiale, devait devenir le nouveau chef de la famille. On pense que Shōan abdiqua très vite et s'installa dans un petit pavillon au Saihō-ji dans l'ouest de Kyoto.